# Damm (Parchim)
Damm é um município da Alemanha localizado no distrito de Parchim, estado de Mecklemburgo-Pomerânia Ocidental.
Pertence ao Amt de Parchimer Umland.